# Yei (län)
Yei är ett län (county) i Sydsudan. Det ligger i delstaten Central Equatoria, i den södra delen av landet, 150 kilometer väster om huvudstaden Juba.